# Franz Pruner
Pour les articles homonymes, voir Pruner.
Franz Ignaz Pruner, connu sous le nom de Franz Pruner-Bey après son séjour en Égypte, est un médecin, ophtalmologiste et anthropologue bavarois, est né à Pfreimd, district du Haut-Palatinat, le 8 mars 1808, et mort à Pise le 29 septembre 1882.

## Biographie
Il a étudié la médecine à Munich et a participé en 1831 à une expédition scientifique en Égypte.
Pendant son séjour en Égypte, il a été nommé par le vice-roi Méhémet Ali (1769-1849) président de l'anatomie et de la physiologie à la faculté de médecine d'Abuzabel, près du Caire. Cette institution avait récemment été créée en 1825 par le médecin français Antoine Clot (1793-1868). En 1832, il revient en Europe et étudie avec Francesco Flarer (en) (1791–1859) à Pavie. Peu de temps après, il est retourné au Caire en tant que directeur d'un hôpital militaire. Par la suite, il a été professeur d'ophtalmologie ainsi que directeur de l'hôpital de Qasr El Eyni. En 1839, il devint médecin de la royauté égyptienne et reçut le titre de bey. 
Pendant son séjour en Égypte, Pruner s'est occupé du traitement d'épidémies telles que la peste bubonique, le choléra et la fièvre typhoïde. Il a également travaillé sur les maladies tropicales et était préoccupé par les troubles ophtalmiques, notamment le trachome et la conjonctivite. En 1847, il a fourni la première description complète de la pentastomiase chez l'homme.
Il est connu pour ces recherches en anthropologie, linguistique, ethnologie et ethnographie. Il a publié plus de 120 ouvrages dans ces domaines. Il est nommé en 1865 président de la Société d'anthropologie de Paris.
Il est opposé aux thèses de Darwin. Les positions qu'il affirme sont dénuées de fondement et offrent encore des arguments aux mouvements racistes actuels. Dans les débats dans la Société d'anthropologie de Paris avec le polygénisme de Paul Broca. Il défendait le monogénisme de James Cowles Prichard à partir de l'affirmation de unité de souche des langues. Pruner a étudié la structure raciale de Noirs en Egypte. Dans un livre qu'il a écrit en 1846, il a affirmé que le sang des Noirs avait une influence négative sur le caractère moral égyptien. Il a publié une monographie sur les Noirs en 1861. Il a affirmé que la caractéristique principale du squelette des Noirs était le prognathisme, qui selon lui était dû à la relation des Noirs avec le singe. Il a également affirmé que Noirs avait un cerveau très similaire aux singes et que les Noirs ont un gros orteil raccourci qui est un personnage qui relie les Noirs aux singes. 
À la découverte des restes humains dans l'Abri de Cro-Magnon, il a affirmé dans le livre Reliquiae Aquitanicae des thèses qui sont remises en cause par Paul Broca.

## Publications
- Tentamen de morborum transitionibus,  Munich 1830 (dissertation) (voir) - Examen des maladies contagieuses.
- Ist denn die Pest wirklich ein ansteckendes Übel?, Munich 1839 (voir)
- Die Überbleibsel der altägyptischen Menschenrassen, Munich 1846 (lire en ligne)
- Die Krankheiten des Orients vom Standpunkte der vergleichenden Nosologie betrachtet, Erlangen 1847
- Topographie médicale du Caire avec le plan de la ville et des environs, Munich 1847
- Die Weltseuche Cholera und die Polizei der Natur, Erlangen 1851 (lire en ligne)
- Der Mensch im Raume und in der Zeit, Munich 1859 (voir)
- « On Human Hair as a Race-Character, Examined by the Aid of the Microscopen », dans Anthropological Review, 1864 (lire en ligne)
- Base Persée : Pruner-Bey (1808-1882)
- Sur les origines hongroises à l'occasion d'un travail de M. H. van der Hoeven, 1861 (lire en ligne)
- Mémoire sur les Nègres, 1861 (lire en ligne)
- Résultats de craniométrie, 1865 (lire en ligne)
- « Questions relatives à l'anthropologie générale », dans Bulletins et Mémoires de la Société d'Anthropologie de Paris, 1865, tome 5, fascicule 1, p. 64-135 (lire en ligne)
- avec Andrieu, « Instructions anthropologiques pour le littoral de la mer Rouge », dans Bulletins et Mémoires de la Société d'Anthropologie de Paris, 1864, tome 5, fascicule 1, p. 153-187 (lire en ligne)
- « Sur l'origine asiatique des européens », dans Bulletins et Mémoires de la Société d'Anthropologie de Paris, 1864, tome 5, fascicule 1, p. 223-242 (lire en ligne)
- « Sur les origines indo-européennes », dans Bulletins et Mémoires de la Société d'Anthropologie de Paris, 1864, tome 5, fascicule 1, p. 331-334 (lire en ligne)
- « Réplique à M. Barnard Davis au sujet du crâne de Neanderthal », dans Bulletins et Mémoires de la Société d'Anthropologie de Paris, 1864, tome 5, fascicule 5, p. 775-778 (lire en ligne)
- « Sur la chevelure comme caractère de la race », dans Bulletins et Mémoires de la Société d'Anthropologie de Paris, 1864, tome 5, fascicule 5, p. 778-780 (lire en ligne)
- « Sur la face très-prognathe d'un crâne de l'âge de pierre », dans Bulletins et Mémoires de la Société d'Anthropologie de Paris, 1864, tome 5, fascicule 5, p. 893-895 (lire en ligne)
- « Étude sur le bassin considéré dans les différentes races humaines », dans Bulletins et Mémoires de la Société d'Anthropologie de Paris, 1864, tome 5, fascicule 5, p. 902-924 (lire en ligne)
- « Sur la chevelure comme caractéristique des races humaines », dans Bulletins et Mémoires de la Société d'Anthropologie de Paris, 1865, tome 6, p. 376-377 (lire en ligne)
- « Anciens crânes des types ligure et celtique », dans Bulletins et Mémoires de la Société d'Anthropologie de Paris, 1865, tome 6, p. 458-474 (lire en ligne)
- « L'homme et l'animal », dans Bulletins et Mémoires de la Société d'Anthropologie de Paris, 1865, tome 6, p. 522-562 (lire en ligne)
- « Crânes trouvés à Alexandrie », dans Bulletins et Mémoires de la Société d'Anthropologie de Paris, 1866, II° Série, tome 1, p. 44-48 (lire en ligne)
- « Sur l'homme et les animaux », dans Bulletins et Mémoires de la Société d'Anthropologie de Paris, 1866, II° Série, tome 1, p. 101-105 (lire en ligne)
- « Sur le crâne d'Aubussargues », dans Bulletins et Mémoires de la Société d'Anthropologie de Paris, 1866, II° Série, tome 1, p. 201-206 (lire en ligne)
- « Sur l'intelligence comparée de l'homme et des animaux », dans Bulletins et Mémoires de la Société d'Anthropologie de Paris, 1866, II° Série, tome 1, p. 214-215 (lire en ligne)
- « Etude et description de plusieurs crânes ligures », dans Bulletins et Mémoires de la Société d'Anthropologie de Paris, 1866, II° Série, tome 1, p. 442-467 (lire en ligne)
- « Sur les crânes rapportés de Syrie par M. Girard de Rialle », dans Bulletins et Mémoires de la Société d'Anthropologie de Paris, 1866, II° Série, tome 1, p. 564-572 (lire en ligne)
- « Sur la mâchoire humaine de la Naulette », dans Bulletins et Mémoires de la Société d'Anthropologie de Paris, 1866, II° Série, tome 1, p. 584-603 (lire en ligne)
- « Rapport sur le livre de M. Aitken Meigs : observations sur les formes crâniennes des Américains aborigènes », dans Bulletins et Mémoires de la Société d'Anthropologie de Paris, 1866, II° Série, tome 1, p. 626-630 (lire en ligne)
- « Os crâniens provenant des Palafittes de la Suisse », dans Bulletins et Mémoires de la Société d'Anthropologie de Paris, 1866, II° Série, tome 1, p. 674-683 (lire en ligne)
- « Sur les caractères du crâne basque », dans Bulletins et Mémoires de la Société d'Anthropologie de Paris, 1867, II° Série, tome 2, p. 10-30 (lire en ligne)
- « Sur la langue euskuara parlée par les Basques », dans Bulletins et Mémoires de la Société d'Anthropologie de Paris, 1867, II° Série, tome 2, p. 39-71 (lire en ligne)
- « Crâne humain de Lindal ( Grande-Bretagne) », dans Bulletins et Mémoires de la Société d'Anthropologie de Paris, 1867, II° Série, tome 2, p. 242-244 (lire en ligne)
- « Grotte de Telamone (Toscane) », dans Bulletins et Mémoires de la Société d'Anthropologie de Paris, 1867, II° Série, tome 2, p. 299-304 (lire en ligne)
- « Crânes de Mattstall (Alsace) », dans Bulletins et Mémoires de la Société d'Anthropologie de Paris, 1867, II° Série, tome 2, p. 299-304 (lire en ligne)
- « Mémoire de M. Gaddi sur les Idiots », dans Bulletins et Mémoires de la Société d'Anthropologie de Paris, 1867, II° Série, tome 2, p. 474-475 (lire en ligne)
- « Description d'un crâne de Ghiliak et note sur les Ghiliaks », dans Bulletins et Mémoires de la Société d'Anthropologie de Paris, 1867, II° Série, tome 2, p. 571-579 (lire en ligne)
- « Sur les ossements de Vauréal », dans Bulletins et Mémoires de la Société d'Anthropologie de Paris, 1867, II° Série, tome 2, p. 680-691 (lire en ligne)
- « Sur les limites de l'Aquitaine », dans Bulletins et Mémoires de la Société d'Anthropologie de Paris, 1868, II° Série, tome 3, p. 159 (lire en ligne)
- « Sur la religion des nègres du fleuve Blanc », dans Bulletins et Mémoires de la Société d'Anthropologie de Paris, 1868, II° Série, tome 3, p. 160-168 (lire en ligne)
- « Description des crânes mérovingiens », dans Bulletins et Mémoires de la Société d'Anthropologie de Paris, 1868, II° Série, tome 3, p. 295-296 (lire en ligne)
- « Crânes de Bretons armoricains », dans Bulletins et Mémoires de la Société d'Anthropologie de Paris, 1868, II° Série, tome 3, p. 296-300 (lire en ligne)
- « Crâne de l'avenue de Clichy », dans Bulletins et Mémoires de la Société d'Anthropologie de Paris, 1868, II° Série, tome 3, p. 408-410 (lire en ligne)
- Sur les ossements humains des Eyzies, dans Bulletins et Mémoires de la Société d'Anthropologie de Paris, 1868, II° Série, tome 3, p. 416-446 (lire en ligne)
- « Rapport sur un mémoire de M. Bischoff relatif aux plis du cerveau », dans Bulletins et Mémoires de la Société d'Anthropologie de Paris, 1869, II° Série, tome 4, p. 104-113 (lire en ligne)
- « Présentation de crânes esthoniens », dans Bulletins et Mémoires de la Société d'Anthropologie de Paris, 1869, II° Série, tome 4, p. 165-166 (lire en ligne)
- « Sur le transformisme », dans Bulletins et Mémoires de la Société d'Anthropologie de Paris, 1869, II° Série, tome 4, p. 647-682 (lire en ligne)
- « Sur l'âge de pierre en Egypte », dans Bulletins et Mémoires de la Société d'Anthropologie de Paris, 1869, II° Série, tome 4, p. 705-710 (lire en ligne)
- Deuxième série d'observations microscopiques sur la chevelure, Paris, 1868 (lire en ligne)
- Henri de Ferry, Le Mâconnais préhistorique. Mémoire sur les âges primitifs de la pierre, du bronze et du fer, en Mâconnais et dans quelques contrées limitrophes, avec notes, additions et appendice par A. Arcelin, accompagné d'u (lire en ligne)]n supplément anthropologique par le Dr Pruner-Bey, Durand libraire, Mâcon, 1870 (lire en ligne)

## Source
- (en) Cet article est partiellement ou en totalité issu de l’article de Wikipédia en anglais intitulé « Franz Ignaz Pruner » (voir la liste des auteurs).